# Báňovice
Báňovice (deutsch Banowitz) ist eine Gemeinde mit 110 Einwohnern in Westmähren (Okres Jindřichův Hradec), Tschechien. Die Gemeinde liegt 6 km westlich von Jemnice in 516 m ü. M. und ist Mitglied im Jemnický mikroregion.

## Geschichte

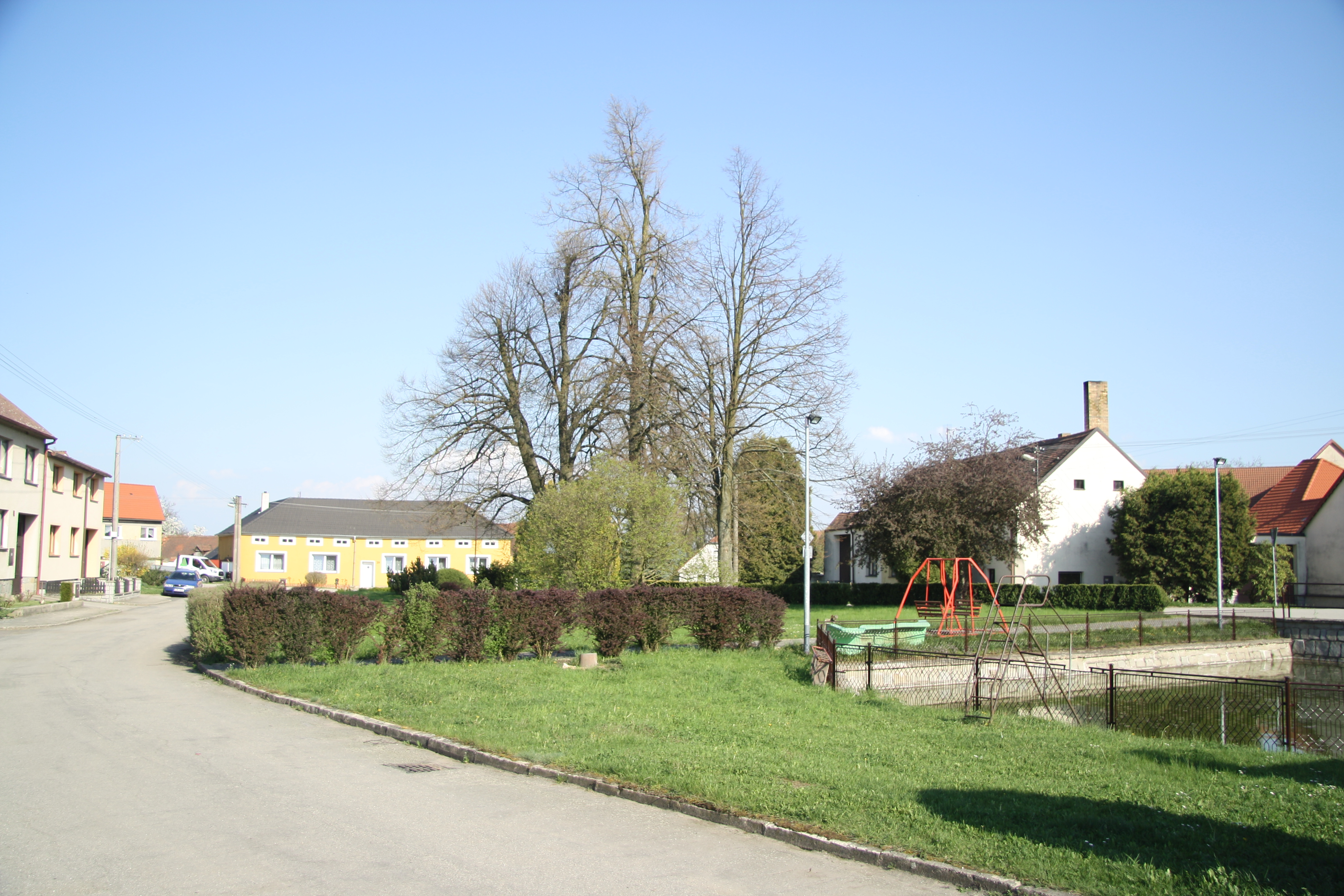
Báňovice, Zentrum

Die erste schriftliche Erwähnung stammt aus dem Jahr 1327, als König Johann von Luxemburg das Dorf der Stadt Jamnitz übertrug. Ab 1850 kam das Dorf zu Datschitz. Im 19. Jahrhundert blühte das Leben auf und das Dorf hatte 1880 169 tschechische Einwohner.